# Kostel svatého Ondřeje (Divina)
Kostel svatého Ondřeje je pozdně barokní kostel postavený v letech 1773-1779 ve slovenské obci Divina v okrese Žilina. Kostel postavili zedničtí mistři ze Žiliny. Kostel byl prohlášen národní kulturní památkou Slovenské republiky

## Historie
Kostel nechal postavit hrabě Ján Nepomuk (*30. dubna 1728 - †1798) ze slezské větve rodu Suňogů spolu se svou druhou manželkou hraběnkou Žofií Esterházyovou. Nad vchodem do stavby je umístěn alianční erb Suňogů a Esterházyů. Na faře se dochoval původní plán s řezem a půdorysem kostela.
Kostel po jeho postavení požehnal Michal Rudnay, farář v Kysuckém Novém Městě. Kostel vysvětil 30. června 1900 nitranský biskup Imrich Bende. Na jižním průčelí jsou umístěny sluneční hodiny.

## Interiér
Pod kostelem se nachází krypta, v současné době nepřístupná. V kostele se nacházejí také dvě vzácné barokní sochy svatého Floriána a svatého Antonína Paduánského z poloviny 18. století. Hlavní oltář pochází z počátku 20. století. Varhany z roku 1907 vyrobila firma Gebrűder Rieger z Krnova. Ve věži kostela jsou zavěšeny 4 zvony. Nejstarší z nich má latinský nápis a dataci. UDIT MEIOANERNEST CHRISTELLIPOSO NIIANNO 1774. Ostatní zvony byly odlity v roce 1924. Stavba je národní kulturní památkou.